# José Antonio Arzac
José Antonio Arzac Iriondo, conocido en el deporte como Arzac (San Sebastián, 12 de enero de 1943 - Ibid. 8 de julio de 2020) fue un futbolista español que jugó como centrocampista en la Real Sociedad de Fútbol durante la década de 1960 y la primera mitad de los años 1970.
Jugó un total de 340 partidos oficiales con la Real Sociedad, de ellos 165 en la Primera división española. Marcó 70 goles con la Real Sociedad, de ellos 24 en la Primera división.

## Biografía
En 1961, con dieciocho años de edad, ingresó en el San Sebastián CF, equipo filial de la Real Sociedad de Fútbol, que por aquel entonces jugaba en la Segunda división española. En su primer año en la categoría, juega veintidós partidos y marca cuatro goles. El Sanse hizo una gran campaña rondando los puestos altos de la tabla, pero al finalizar la temporada, la Real Sociedad descendió a Segunda división arrastrando al Sanse a Tercera división. 
Sumida la Real Sociedad en una grave crisis, Arzac fue uno de los jóvenes jugadores procedentes del Sanse que se incorporan a la Real Sociedad de cara a la campaña 1962-63, igual que otros jóvenes jugadores como Alberto Ormaetxea, Carmelo Amas o Dionisio Urreisti; con el objetivo de rearmar un equipo capaz de ascender de nuevo a Primera división.
Tras cinco temporadas en Segunda división, el objetivo fue conseguido en la temporada 1966-67. Arzac fue uno de los héroes de Puertollano que lograron el ascenso a Primera División al empatar a 2 con el Club de Fútbol Calvo Sotelo en Puertollano en la última jornada de Liga.
Con posterioridad siguió jugando con la Real Sociedad, ya en la Primera división española otras ocho temporadas, se retiró del fútbol profesional en 1975.  En 1974 contribuyó a la clasificación del club por primera vez en su historia para la Copa de la UEFA.
Tras retirarse del fútbol trabajó como agente comercial.
Falleció en San Sebastián el 8 de julio de 2020 en San Sebastián a los setenta y siete años.

## Clubes
| Club             | País   | Año       |
| ---------------- | ------ | --------- |
| San Sebastián CF | España | 1961-1962 |
| Real Sociedad    | España | 1962-1975 |